# イナキ
イナキは、日本の男女お笑いコンビ。実の姉弟である。

## 来歴
正子は、女流お笑いコンビ『バーゲンセール』として活動していたが、2020年1月に解散。2020年12月に、実弟のとおるちゃんとコンビを結成した。

## 芸風
基本的にはコント師。
姉弟でパンティーを振り回す「スーパーパンティーショー」や、とおるちゃんのオタク趣味による「オタクネタ」などを主にやっている。

## メンバー
- 正子（本名：稲木正子（いなき まさこ）、1985年1月1日（40歳））- ボケ担当
  - 神奈川県横浜市出身
  - 血液型A型
  - ワタナベエンターテイメントカレッジ卒業
  - 過去の芸名は上原舞花、上原正子
  - 小学3年生の頃から子役をやっていた
  - 安室奈美恵と村瀬歩と読売ジャイアンツのファン
  - 趣味はハイキュー!!、カラオケ、野球観戦、エターナル
  - 特技はカード作り、動画編集
  - 肉、ラーメン、酒が好き
  - 横浜みなとみらいで靴下屋の店長をしていた
- とおるちゃん（本名：稲木 亨（いなき とおる）、1987年1月13日（38歳））- ツッコミ担当
  - 神奈川県横浜市出身
  - 血液型A型
  - 東京コミュニケーションアート専門学校（マンガ専攻）卒業
  - イラストレーター、漫画家（稲木とおる名義）
  - コミックマーケットで漫画を売っている（イナフストロガノフ名義）
  - BUMP OF CHICKENとASIAN KUNG-FU GENERATIONとイチローと大谷翔平の大ファン
  - 趣味は野球観戦、ゲーム、アニメ、漫画、ファッション、美容、ギター演奏、秋葉原散策
  - 特技は漫画制作、イラスト、似顔絵、ゲーム実況、キャッチボール
  - 甘いもの、ラーメン、寿司、肉が好き
  - アニメショップに勤務していた
  - アパレルショップで正社員をしていた

## 出演・活動

### テレビ
- 水曜日のダウンタウン（TBS 2025年6月11日）次世代リアクション王発掘トーナメント[5]

### テレビドラマ
- Heaven? 〜ご苦楽レストラン〜（TBSテレビ）第6話（木村ひさし監督：2019年8月13日） - ロワン・ディシーの客役（正子）[6]
- 警視庁アウトサイダー（テレビ朝日）第2話（木村ひさし監督：2023年1月12日）- ジョージ役（とおるちゃん）[7]

### 映画
- 道しるべ（田中じゅうこう監督：2015年）- 由香役（正子）[8]
- 99.9-刑事専門弁護士-THE MOVIE（木村ひさし監督：2021年） - イナキ役（正子、とおるちゃん）[9]

### 漫画
- ロボット弁護士B（原作：木村ひさし、作画：稲木とおる：2021年）- 映画『99.9-刑事専門弁護士-THE MOVIE』スピンオフ漫画（とおるちゃん）[10]

### アニメ
・魔入りました！入間くん（第３シリーズ　第21話　トモダチへの言葉）-生徒たち役（正子）

### ラジオ
- イナキんち （stand.fm）- 毎週土曜日（収録）

### 舞台
- DIRT1600（BOOMER河田キイチ主宰）[12]
- 7丁目16番地 ゆめ屋 〜One for all All for ワン！の巻〜（劇団空感演人）[13]
- ジャイアントサンダーショー（殺陣剛太／イナキ）[14]

### ライブ
- トークライブ『じゃあ、イナキんちで！』- 不定期開催

### ネット放送
- ふらくらMax2！『イナキといっしょにきむらんち』（YouTube生放送：木村ひさし監督との生配信番組）